# Polytrichastrum altaicum
Polytrichastrum altaicum är en bladmossart som beskrevs av Mikhail Stanislavovich Ignatov och G. L. S. Merrill 1995. Polytrichastrum altaicum ingår i släktet Polytrichastrum och familjen Polytrichaceae. Inga underarter finns listade i Catalogue of Life.